# Asterisk (logiciel)
Pour les articles homonymes, voir Asterisk.
Asterisk est un autocommutateur téléphonique privé (PABX) distribué sous licence libre GPLv2 ou sous licence commerciale pour systèmes GNU/Linux. Il permet notamment la messagerie vocale, l'utilisation de fonctionnalités d'attente, et la tenue de conférences, selon les versions.

## Historique
Asterisk est conçu en 1999, créé par Mark Spencer (en), alors étudiant de l'université d'Auburn (États-Unis - Alabama). À la recherche d'un commutateur téléphonique privé pour créer un centre de support technique sur Linux, il est dissuadé par les tarifs trop élevés des solutions existantes, et décide de se créer son propre routeur d'appels sous Linux, le PBX Asterisk. Quelque temps après, il fonde la société Digium, fournisseur de cartes FXO et FXS compatibles avec Asterisk.

## Principales caractéristiques
Il permet, entre autres, la messagerie vocale, les files d'attente, les agents d'appels, les musiques d'attente et les mises en garde d'appels, la distribution des appels. Il est possible également d'ajouter l'utilisation des conférences par le biais de l'installation de modules supplémentaires et la recompilation des binaires.
Asterisk implémente les protocoles H.320, H.323 et SIP, ainsi qu'un protocole spécifique nommé IAX (Inter-Asterisk eXchange). Ce protocole IAX permet la communication entre deux serveurs Asterisk ainsi qu'entre client et serveur Asterisk. Asterisk peut également jouer le rôle de registrar et passerelle avec les réseaux publics (RTC, GSM, etc.) Asterisk est extensible par des scripts ou des modules en langage Perl, C, Python, PHP, et Ruby.

## Fonctionnalités
Asterisk comprend un nombre très élevé de fonctions permettant l'intégration complète pour répondre à la majorité des besoins en téléphonie. Il permet de remplacer totalement, par le biais de cartes FXO/FXS, un PABX propriétaire, et d'y adjoindre des fonctionnalités de VoIP pour le transformer en PBX IP. Il permet également de fonctionner totalement en VoIP, par le biais de téléphones SIP ou IAX du marché.
Enfin, des fonctionnalités de routage d'appel, menu vocal et boites vocales — entre autres — le placent au niveau des PBX les plus complexes.
Au sein des grandes installations d'Asterisk, il est courant de déployer les fonctionnalités sur plusieurs serveurs. Une unité centrale ou plus seront dédiées au traitement des appels et seront épaulées par des serveurs auxiliaires traitant les tâches secondaires (comme une base de données, les boîtes vocales, les conférences).
Des modules tiers permettent de visualiser ou paramétrer le PBX via une interface Flash ou via un client léger.
L'interface web FreePBX permet de gérer un Asterisk.
Enfin, une distribution particulière d'Asterisk, trixbox (anciennement Asterisk@home), est dédiée au PBX léger sur un réseau domestique. Trixbox propose avec deux versions : CE et PRO. trixbox en profite également pour distribuer un PC industriel au format 19" équipé de disques RAID et d'un panneau LCD en face avant.

## Interopérabilités
Asterisk offre des nteropérabilités avec la téléphonie traditionnelle via E&M, E&M Wink, Feature Group D, FXS, FXO, GR-303, Loopstart, Groundstart, Kewlstart, MF, DTMF et Robbed-bit Signaling (RBS).
Asterisk permet aussi l'interopérabilité matérielle avec RTC, RNIS, Wi-Fi, Ethernet, Bluetooth et les cartes de son.

#### Périodiques
- (en) « VoIP Implementation Using Asterisk PBX », IOSR - Journal of Business and Managment,‎ 2014 (lire en ligne)
- (en) « Analysis and research of the security of a wireless telecommunications network based on the IP PBX Asterisk in an Opnet environment », Journal of Theoretical and Applied Information Technology,‎ 2021 (lire en ligne)
- (en) « A Systematic Literature Review on Asterisk: Teach More than VoIP Communication », 2023 29th International Conference on Telecommunications (ICT),‎ 2023 (lire en ligne)
- (en) « Voice - Video Communication on Mobile Phones and PCs' Using Asterisk EPBX », 2012 International Conference on Communication Systems and Network Technologies,‎ 2021 (lire en ligne)
- (en) « Asterisk server performance under stress test », 2017 IEEE 17th International Conference on Communication Technology (ICCT),‎ 2017 (lire en ligne)